# Кароль Джи
Каро́ль Джи (англ. Karol G, настоящее имя Кароли́на Хира́льдо Нава́рро исп. Carolina Giraldo Navarro; род. 14 февраля 1991, Медельин, Колумбия) — колумбийская певица, лауреат латинской премии «Грэмми» 2018 года в номинации «Лучший новичок». Её работы относят к стилю реггетон.

## Юность
Родилась 14 февраля 1991 года в Медельине, одном из крупнейших городов Колумбии. В 14 лет приняла участие в телевизионном шоу талантов X Factor. Через несколько лет после своего выступления на шоу она получила свой первый контракт на запись с лейблом Flamingo Records (Колумбия). В 2006 году взяла псевдоним Кароль Джи (англ. Karol G).

## Карьера

### 2007—2016:Начало
В последующие годы она время от времени записывала и выпускала песни, в том числе «En La Playa» в 2007 году, «Por Ti» в 2008 году, «Dime Que Si» в 2009 году и «Mil Maneras» в 2010 году. Она изучала музыку в Университете Антьокии и во время учёбы пела для других исполнителей, в том числе для Рейкона, записывая песни «Tu Juguete» в 2011 году и «301» в 2012 году. Вскоре после этого она отправилась в Майами, чтобы встретиться с Universal Records, которые отказались подписать с ней контракт, опасаясь, что девушка не будет успешна в жанре реггетона.
В ответ на решение Universal Music она и её отец решили самостоятельно продвигать свою карьеру, активно гастролируя по Колумбии в колледжах, клубах и на фестивалях. Однако, обнаружив, что её карьера продвигается недостаточно хорошо, Кароль Джи переехала в Нью-Йорк в 2014 году. Она посещала курсы по управлению музыкальным бизнесом, которые помогли ей узнать об индустрии и мотивировали её на дальнейшую карьеру. Её танцевальная песня 2014 года «Ricos Besos» стала хитом в Колумбии. В 2016 году она подписала контракт с Universal Music Latino. В течение года она выпустила песни «Casi Nada», «Hello». В течение года она выпустила песни «Casi Nada», «Hello».

### 2017-2018:Прорыв и дебютный альбомUnstoppable

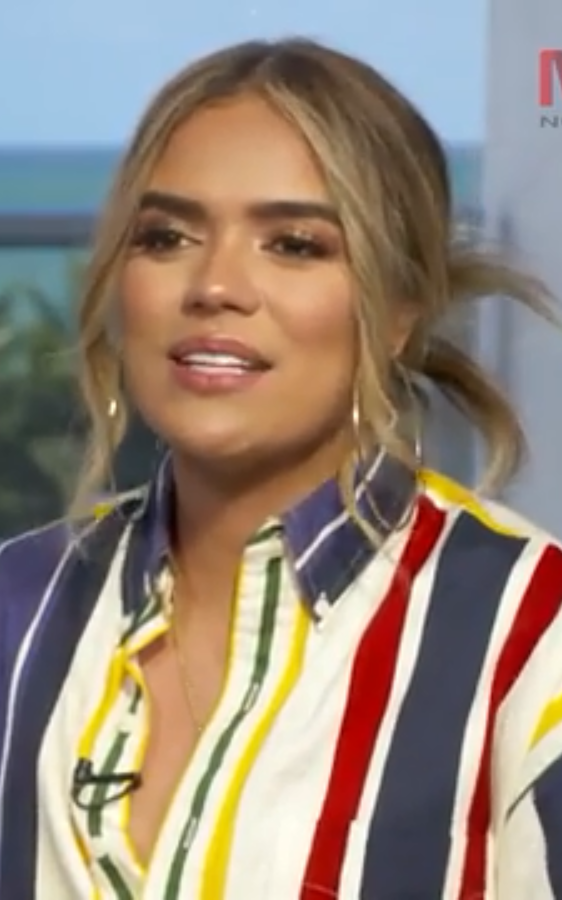
Кароль Джи в 2018 году.

В январе 2017 года Кароль Джи присоединилась к реалити-шоу талантов Pequeños Gigantes США в качестве судьи, предлагая советы детям 6-11 лет, которые выступают на шоу. В феврале она выпустила песню «A Ella», вдохновленную реальными событиями. В мае её сотрудничество с пуэрто-риканским певцом Bad Bunny «Ahora Me Llama» стало считаться её прорывным хитом. Видео набрало более 756 миллионов просмотров на YouTube и заняло 10-е место в чарте Billboard Hot Latin Songs. Песня была включена в список Alt.Latino’s Favorites: The Songs Of 2017 как одна из лучших латиноамериканских песен 2017 года.
Песня «Ahora Me Llama» стала ведущим синглом её дебютного студийного альбома Unstoppable, хотя в нём содержались три вышеупомянутых трека, который был выпущен в октябре 2017 года и дебютировал на втором месте в чарте Billboard Top Latin Albums. В марте 2018 года певица выпустила музыкальное видео, вдохновлённое джунглями, для своего сингла «Pineapple». В том же месяце она была объявлена финалисткой премии Billboard Latin Music Awards Лучшая исполнительница года. В мае 2018 года она выпустила «Mi Cama», который стал коммерческим успехом. За этим последовал сингл «Culpables» с участием пуэрто-риканского рэпера Ануэля АА. «Culpables» достиг восьмого места в чарте Billboard Hot Latin songs, в то время как ремикс «Mi Cama» с участием Джея Балвина и Ники Джема достиг шестого места в том же чарте.

### 2019―настоящее время: Второй альбомOcean

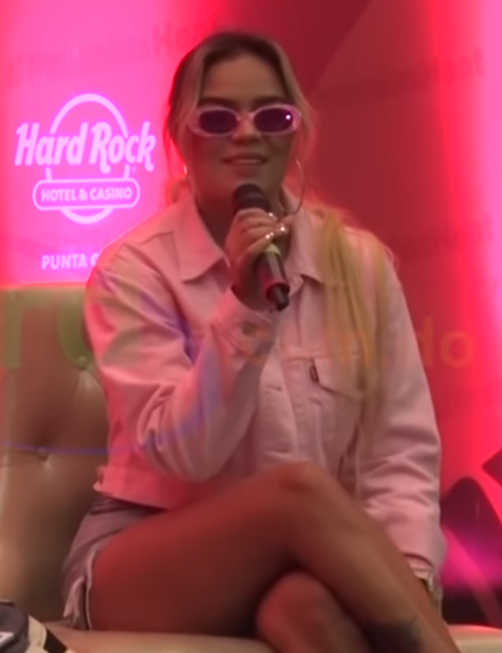
Кароль Джи в 2019 году.

В 2018 году получила «Латинскую Грэмми» в номинации «Лучший новичок».
В январе 2019 года певица выпустила сингл «Secreto» с пуэрто-риканским рэпером Ануэлем АА, подтвердив романтические отношения между двумя исполнителями в сопровождающем песню музыкальном видео. Сингл занял 68-е место в чарте Billboard Hot 100 и пятое место в чартах горячих латиноамериканских песен США. Песня была вдохновлена периодом времени, в течение которого Ануэль АА и Кароль Джи встречались, но ещё не обсуждали публично свои отношения. Эстетика видео вызвала сравнения с Бейонсе и Джей-Зи, а также Дженнифер Лопес и Марком Энтони.
3 мая 2019 года она выпустила альбом Ocean. Альбом был вдохновлён моментом расслабления, который она испытала на пляже испанского острова Тенерифе, затем отправилась на пляжи островов Теркс и Кайкос и Сен-Мартен, чтобы черпать дальнейшее вдохновение для альбома. Элиас Лейт из Rolling Stone прокомментировал альбом, заявив, что сила альбома несколько уменьшилась из-за того, что треть этих песен уже вышла, но высказал мнение, что остальные треки впечатляюще разнообразны.
В июле 2019 года Кароль Джи сотрудничала с Ануэлем АА, Папой Янки, Озуной и Джеем Балвином над песней «China». Песня сильно сэмплирует сингл Shaggy 2000 года «It Wasn’t Me». «China» дебютировала на втором месте в чарте горячих латинских песен Billboard в выпуске от 3 августа 2019 года и возглавила как латинские цифровые песни, так и латинские потоковые песни с 1000 проданными загрузками и 14,1 миллионами потоков. «China» был включён в список 10 лучших латиноамериканских музыкальных клипов июля по версии Rolling Stone. Кароль Джи впервые представила песню на американском телевидении в вечернем шоу с Джимми Фэллоном в главной роли 10 января 2020 года. Песня заняла первое место в чарте Billboard Hot Latin Songs 23 ноября 2019 года и оставалась в чарте в течение 25 недель.
В апреле 2020 года Кароль Джи выпустила сингл и видеоклип «Follow» с Ануэлем АА, полностью записав его во время карантина в Майами из-за пандемии COVID-19. Она также сотрудничала с братьями Джонас над кокетливой песней X, которая впервые появилась в финальных титрах документального фильма группы Happiness Continues. Кароль Джи и братья Джонас сняли сопровождающее песню музыкальное видео на свои айфоны, используя объединённые кадры как умный способ обойти очевидную проблему, связанную с попыткой снять музыкальное видео во время кризиса COVID-19. В 2021 году певица выпустила сингл «Don’t Be Shy».

## Личная жизнь
В августе 2018 года Кароль Джи познакомилась с пуэрто-риканским рэпером Ануэлем АА на съёмках клипа, через месяц после его освобождения из тюрьмы. В январе 2019 года пара подтвердила свои отношения. 25 апреля 2019 года Кароль Джи прибыла на премию Billboard Latin Music Awards с бриллиантовым обручальным кольцом, подтвердив помолвку пары. Пара объявила о прекращении отношений в марте 2021 года.

## Дискография

### Студийные альбомы
- Unstoppable (2017)
- Ocean (2019)
- KG0516 (2021)
- Mañana Será Bonito (2023)[27]
- Tropicoqueta (2025)